# Hippotragus equinus

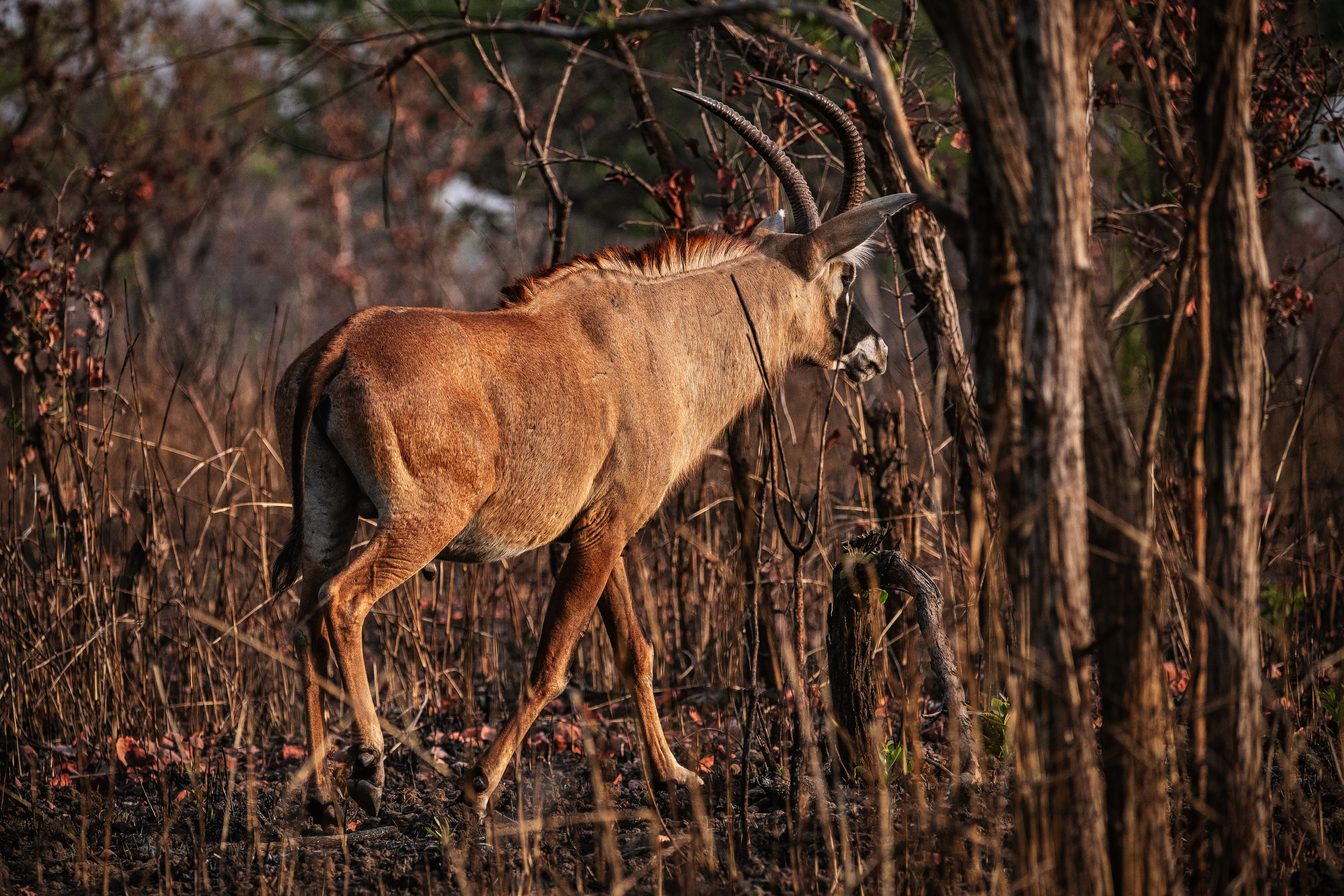
National Park of Boubndjida (Camerun, Africa) - Photographer Angelo Casto

L'antilope roana (Hippotragus equinus É. Geoffroy Saint-Hilaire, 1803) è un'antilope di savana diffusa in Africa Occidentale, Centrale, Orientale e Meridionale. Nei paesi anglofoni è conosciuta con il nome di Roan antelope.

## Descrizione
Misura circa un metro e mezzo al garrese e pesa intorno ai 250 chilogrammi. Chiamata così per il colore "roano" (un bruno tendente al rossastro), ha le regioni inferiori dai toni più chiari, mentre i sopraccigli, le guance e la faccia sono neri, più chiari nelle femmine. Presenta inoltre una breve criniera eretta, una barba di colore molto chiaro e prominenti narici rosse. Le corna sono anellate e nei maschi possono raggiungere un metro di lunghezza, mentre nelle femmine sono leggermente più corte. In ambo i sessi si inarcano lievemente all'indietro.
È molto simile nell'aspetto all'antilope nera e nelle zone dove gli areali si sovrappongono le due specie si possono facilmente confondere. I maschi di antilope nera, però, sono più scuri e il loro colore tende piuttosto al nero, invece che al bruno scuro.

## Distribuzione e habitat
L'antilope roana è diffusa nelle aree boschive e nelle savane erbose, dove gli alberi lasciano il posto a distese d'erba sempre più vaste, come nel bioma a miombo delle zone lungo il corso centrale dello Zambesi.

## Biologia
Forma harem di cinque - quindici femmine guidate da un maschio dominante. Per il predominio di queste mandrie queste antilopi intraprendono generalmente combattimenti tra loro, colpendosi con le corna mentre poggiano sul terreno con le ginocchia.

## Sottospecie
- H. e. equinus É. Geoffroy Saint-Hilaire, 1803
- H. e. bakeri Heuglin, 1863
- H. e. cottoni Dollman e Burlace, 1928
- H. e. koba Gray, 1872
- H. e. langheldi Matschie, 1898
- H. e. scharicus Schwarz, 1913